# Домовик
Домови́к — персонаж слов'янської міфології, дух або хатнє божество, що живе в хаті та піклується про неї та її жителів, або навпаки — шкодить їм.

## Альтернативні назви
За основним місцем проживання  — домом, домовик має назви: похатник, хатник, домашній дід, домовий, пожилець. Також відомий як служка, гуркало, доброхот, перейма, велесич .
Унаслідок ототожнення домовика з нечистою силою, зокрема чортом і неупокоєним мерцем, він також має назви: лихий, ліхáч, нилапóй, дідько, чорт, чортик, сатана, враг, злий, злий дух, нидобрий, погань, нячисьцік, лякайло, пужало, начнік, нєдобра душа, мєртвєц, сьмєрть, «той, шчо памьор», знахор, коўдуннік. Зрідка — панок, панич, федик, антипко, хóванець чи виховáнець.

## Образ і функції
Як правило домовик уявлявся невидимим, або видимим лише господарям хати чи тим людям, що добре до нього ставляться. Відомі вірування, що його здатні побачити праведні та безгрішні люди, зокрема діти, та свійські тварини. Його справжнім виглядом описувалась невелика тінь, схожа на силует людини, іноді з очима, що світяться. Часом домовик схожий на господаря, може поставати в подобі чоловічка або дідка. Також — як сірий чи білий кіт, собака, теля, зрідка — птах, вуж. Відомі перекази про домовика як дещо безформне й волохате, або що він здатний з'явитись в будь-якій подобі. Найчастіше він діє вночі та ввечері, хоча може проявити свою присутність у будь-який час. Особливим днями є Страсний четвер і Щедрий вечір, саме тоді домовика можна побачити найчастіше. Зазвичай домовика локалізують на горищі, коло покутнього вікна, в печі, в запічку, під піччю, у комині чи біля нього.
У більшості випадків присутність домовика в хаті сприймалася як позитивна. Домовику приписувалося оберігання житла від лих, сприяння здоров'ю та розмноженню худоби, виконання за господаря роботи, відлякування злодіїв. Він міг дати певний знак, якщо мала статися важлива звістка чи прибути гість. Вважалося, домовик буде спокійний і доброзичливий, якщо родина живе у злагоді, лишає для нього частування. Домовик також начебто любить, коли в хаті прибрано, коли в ній не лаються. Разом з тим відомі уявлення, що домовик живе тільки в тих, хто не вірить в Бога, що за свою допомогу забирає життя. Крім того, за переказами, він оселяється лише в старих хатах, а в новобудовах не буває. Коли розгнівати домовика, він надокучатиме стукотом, розкидатиме речі або ховатиме їх, душитиме мешканців і гостей хати, ганятиме коней. Домовик не любить, коли голіруч витирають стіл або лишають на ньому ножа, часник чи відкриту сіль, коли хтось хропе, коли в господарство купують худобу іншої масті. Згідно частини переказів, існують добрі та злі домовики і їхня поведінка не залежить від людини. Буває, що домовик незлюбить людину.
Домовик зазвичай ототожнюється з померлим предком, який приходить до хати, щойно буде закладено її підмурівок, зведено піч, комин, або після завершення будівництва. Разом з тим існують народні пояснення, що домовик — це чорт, який живе в людській оселі, або що він — душа померлого на місці будівництва чи померлого в хаті. Часом проводиться розрізнення: чорт і дідько — це нечиста сила, що живе в людських оселях та біля них, тоді як біс — у лісах. В Карпатах і на суміжних територіях відомі вірування в годаванця — «хатнього чорта», що піклується про дім і родину, але після смерті забирає за це душу господаря. Смерть при цьому, як і в чаклунів та відьом, довга та болісна. Коли господар помирає, то мусить передати домовика іншій людині, інакше той на свій розсуд перейде до його нащадків або наступних мешканців домівки. Є легенди, що багаті люди самі добувають собі домовиків: беруть малесеньке куряче яйце, кладуть собі під пахву і носять 9 днів; на десятий з нього вилуплюється домовик, який служить своєму господареві. Зрідка описується, що на домовика перетворюється людина, на яку інший домовик вилив «домовий трунок».
Якщо виникала потреба захиститися від негативних чи ворожих дій домовика, освячували хату, творили молитву, використовували різні церковні атрибути. Освячені предмети використовували під час входин у нову хату. Характерним було й обсипання хати освяченим маком, подекуди практикували обкурювання оселі чортополохом чи яким-небудь їдким димом. щоб відвадити домовика від худоби, над дверима стайні наліплювали хрестик зі смоли. Дієвим способом захисту вважали переставляння хати на інше місце. Практикувалося й «відкуплення» від домовика розкиданням монет, лишанням для нього ласощів.

## Трактування образу
Український письменник, етнограф, фольклорист Іван Нечуй-Левицький вважав, що домовик початково був богом хатнього вогню й печі, а не дідьком. Етнолог Володимир Галайчук трактував домовика як предка-покровителя. Російський філолог, історик культури Борис Успенський пояснював домовика втіленням роду та іпостассю бога Волоса.
Українська етнолог Юлія Буйських пояснювала, що образ домовика зумовлений поєднанням вірувань багатьох епох і культур, тому в різних регіонах його уявляли дуже по-різному.
Письменниця Дара Корній описує домовика як доброго духа оселі та покровителя роду, який сприяє достатку родини та береже у ній мир. Серед домашніх духів домовик у її поданні найголовніший. Його сила напряму залежить від того, наскільки дружні стосунки у родині.